# Woldemar von Knieriem
Johann Karl Woldemar von Knieriem (lettiska: Voldemārs fon Knīrīms; ryska: Вольдемар Августович Книрим), född 1 augusti 1849 i Mūrmuiža, död 14 januari 1935 i Riga, var en balttysk professor i agronomi och kemi. Han var morfar till Olof Palme.

## Uppväxt och studier
Woldemar von Knieriem var son till Johan August von Knieriem och Olga Elisabet von Dahl. Han var också sonson till rådmannen Johann Melchior von Knieriem. Familjen tillhörde den historiska minoriteten balttyskar och bodde i det dåvarande Livland, ett guvernement i kejsardömet Ryssland som idag utgör en del av Lettland. 
von Knieriem studerade vid Tartu universitet från 1869 till 1871 och var docent där från 1874 till 1877. Han fortsatte sina studier i kemi vid universitetet i Heidelberg.

## Karriär
År 1880 utnämndes von Knieriem till professor i agronomi. Han var även professor i kemi, ledde arbetet vid Peterhof och åren 1906–1916 rektor vid Rigas polytekniska institut samt rektor för den kortlivade Baltiska tekniska högskolan 1918.

## Familj

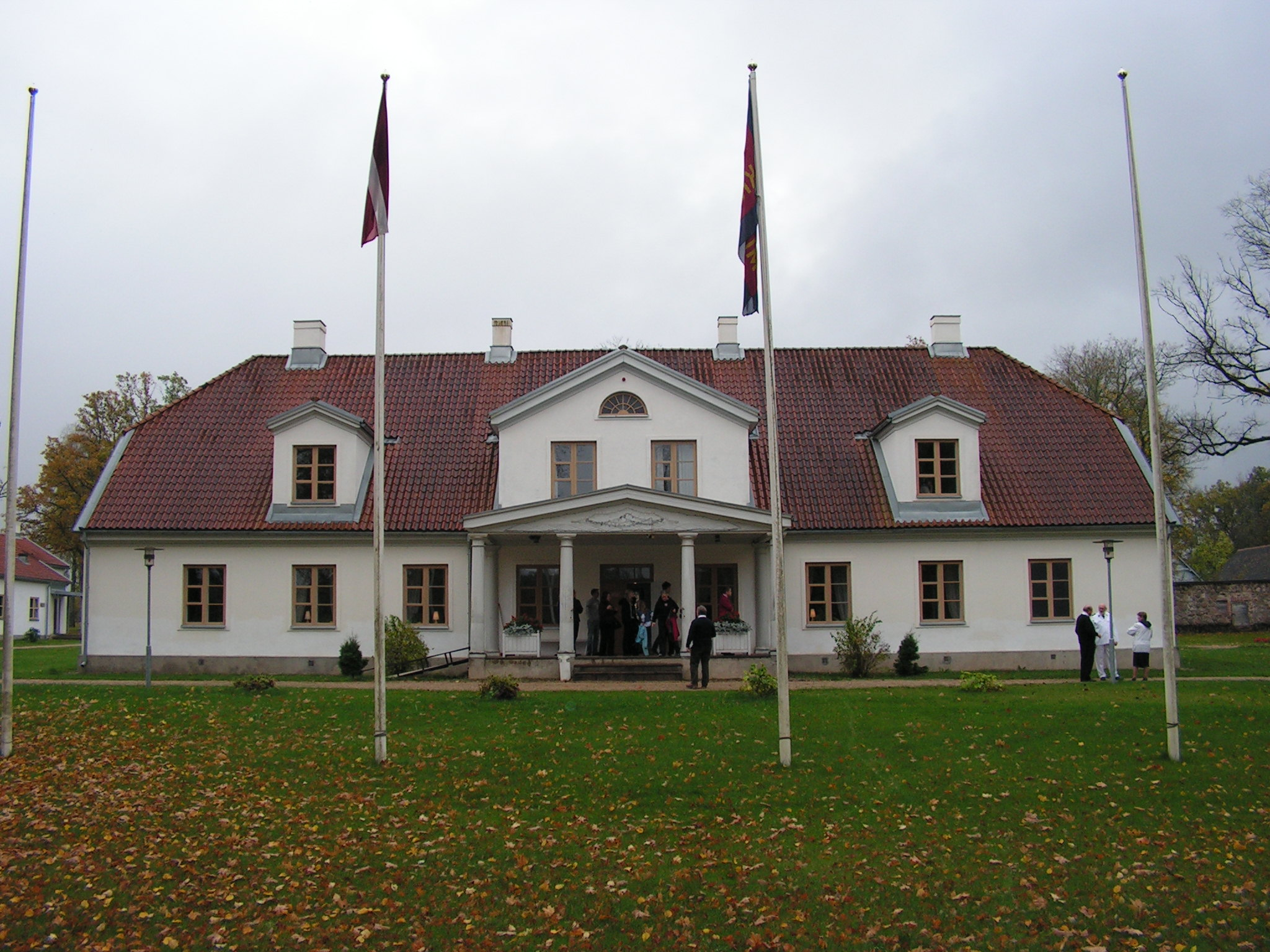
Woldemar von Knieriem var ägare till Skangal.

von Knieriem var gift första gången 1873 med Sophie Bertholet de Villebois och andra gången 1886 med Martha Alexandra Kupffer (1864–1947). I andra äktenskapet föddes dottern Elisabeth von Knierhiem, gift Palme (1890–1972). Hon var mor till Sveriges statsminister Olof Palme. Sonen Ottokar von Knieriem var bankir.
Woldemar von Knieriems halvbror August von Knieriem (1887–1978) var åtalad i den amerikanska krigsförbrytarrättegången i Nürnberg mot chefer för kemikoncernen I.G. Farben. I.G. Farben-ledningen var anklagad för att ha bistått nazisternas folkmord på Europas judar, bl.a. genom att leverera giftgasen Zyklon-B till de nazistiska dödslägren. Han blev dock frikänd av brist på bevis.[källa behövs]